# Where She Goes
«Where She Goes» (en español: «Dónde ella va») es una canción del cantante puertorriqueño Bad Bunny. Fue lanzado el 18 de mayo de 2023, a través de Rimas Entertainment.

## Antecedentes y lanzamiento
A un mes del lanzamiento de «Un x100to» junto a la banda estadounidense Grupo Frontera, el 18 de mayo de 2023, Benito anunció el lanzamiento de su nuevo sencillo «Where She Goes». La canción fue lanzada al día siguiente. Como sugiere el título de la canción, algunas de las letras están en inglés. La canción fue vista como un intento del artista como «canción del verano» de 2023.

## Música y composición
Where She Goes es principalmente una pista de jersey club que contiene elementos esenciales de diversos estilos, entre ellos electrónica, EDM, house, reguetón, urbano, hip hop y dembow. Luego comienza una melodía dramática, respaldada por la voz profunda característica de Bad Bunny. Si bien la canción tiene un título en inglés, siendo esto inusual, Bad Bunny canta en español, aunque a lo largo de la canción hay versos en inglés. La canción habla sobre una chica que conoció una vez y se pregunta si la volverá a ver. La muestra vocal "Hey" está extraída del CD de muestra de 1995 "Best Service - Voice Spectral Vol 1".

## Video musical
El video musical fue lanzado el 18 de mayo de 2023. En él, Bad Bunny se representa en la cima de una montaña al principio. Posteriormente conduce con un auto a través de un gran desierto, mientras que en otra parte del video aparecen cerca de una fogata bailando y cantando. El video también incluye cameos de Lil Uzi Vert, Dominic Fike, Ronaldinho y Frank Ocean. A seis meses del lanzamiento del disco que formó parte se encontraba en la canción más escuchada en YouTube del álbum.

## Posicionamiento en listas
| Lista (2023)                  | Mejor posición |
| ----------------------------- | -------------- |
| Bolivia (Bolivia Songs)       | 4              |
| Canadá (Canadian Hot 100)     | 32             |
| Chile (Chile Songs)           | 1              |
| Colombia (Colombia Songs)     | 6              |
| Ecuador (Ecuador Songs)       | 2              |
| E.E. U.U. (Billboard Hot 100) | 8              |
| E.E. U.U. (Hot Latin Songs)   | 2              |
| Francia (SNEP)                | 103            |
| Global (Billboard Global 200) | 1              |
| Irlanda (IRMA)                | 65             |
| Italia (FIMI)                 | 65             |
| Luxemburgo (Luxembourg Songs) | 10             |
| México (Mexico Songs)         | 6              |
| Nueva Zelanda (RNMZ)          | 20             |
| Países Bajos (Single Tip)     | 11             |
| Perú (Peru Songs)             | 3              |
| Portugal (AFP)                | 14             |
| Suiza (Schweizer Hitparade)   | 5              |
| Reino Unido (OCC)             | 41             |